# Isonzo
Isonzo (tiếng Ý) hoặc Soča (tiếng Slovenia) hoặc Lusinç (tiếng Friulian) hoặc Sontig (tiếng Đức cổ; Latin Aesontius hoặc Sontius) là tên 1 dòng sông ở Đông Nam Châu Âu, dài 140 km chảy qua phía tây Slovenia và đông bắc Ý. Đây còn là nơi đã diễn ra 12 trận đánh giữa Ý và đế quốc Áo-Hung trong thế chiến thứ nhất.

## Đặc điểm địa lý

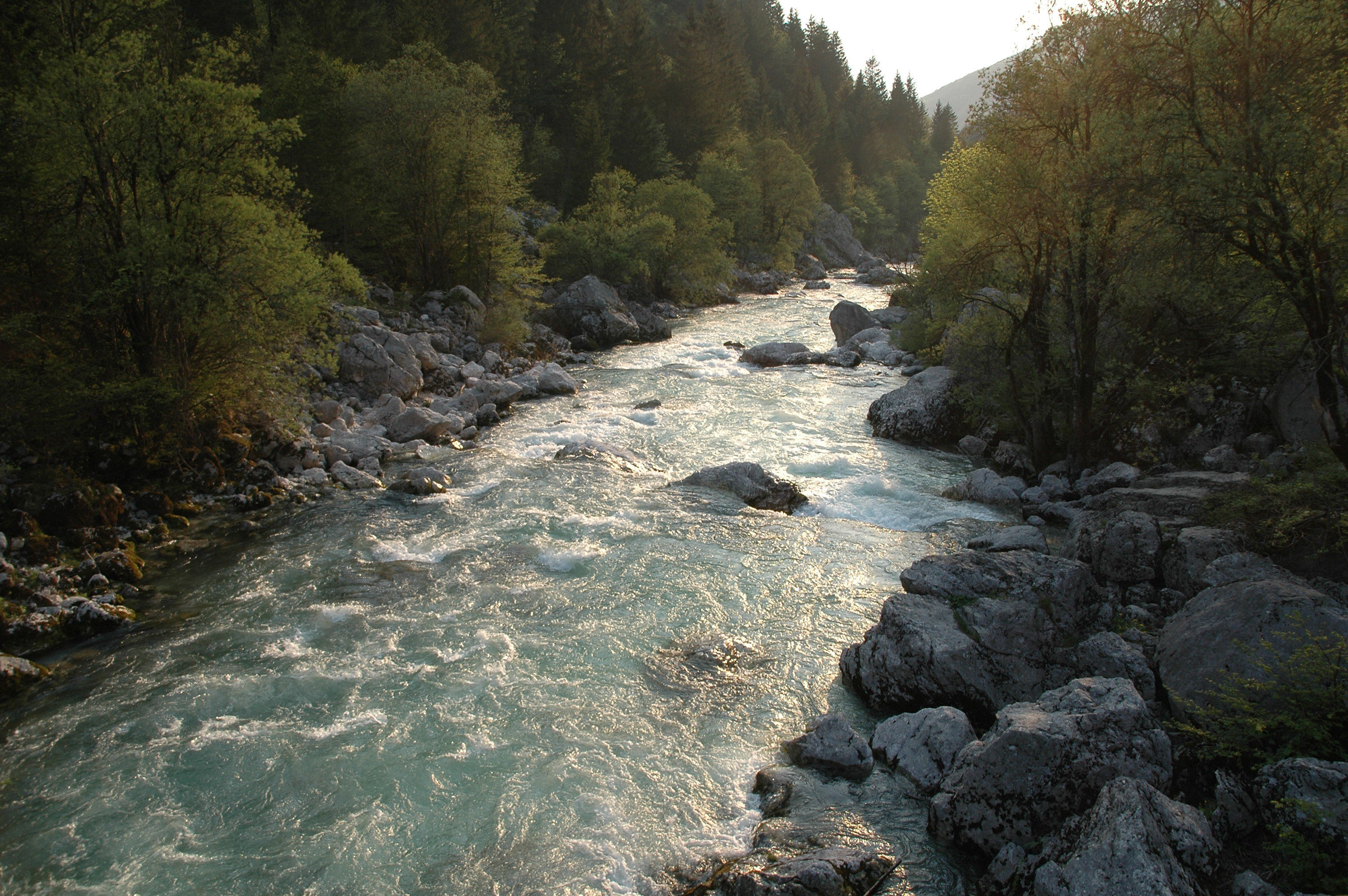
Dòng Soča chảy qua thung lũng Trenta

Dòng sông Isonzo khởi nguồn từ thung lũng Trenta của Slovenia thuộc dãy Julian Alps (1 phần của dãy Alps nằm trên lãnh thổ của Slovenia) ở độ cao 1.100 m. Dòng sông chảy qua đỉnh núi cao nhất Slovenia, Triglav (2.864 m) trước khi đi về phía nam qua các thị trấn Bovec, Kobarid, Tolmin, Kanal ob Soči, Nova Gorica (nơi có cầu Solkan). Sau đó, dòng sông chuyển dòng một cách đột ngột về hướng đông nam, đến Gorizia gần biên giới Ý-Slovenia trước khi đổ ra biển Adriatic tại vịnh Trieste, gần thị trấn Monfalcone.
Về hệ sinh vật, dòng sông có 1 loài cá hồi rất độc đáo và nổi tiếng là loài Salmo trutta marmoratus. Loài này cũng được gọi tên là cá hồi cẩm thạch (Marble trout) và sống trên những dòng suối trên cao có nước trong như pha lê. Đây là loài sinh vật đặc hữu của vùng này nhưng đang bị đe doạ tuyệt chủng bởi sự du nhập của một số loài cá hồi từ nơi khác đến trong thời gian giữa hai cuộc thế chiến.
Một số người nói con sông Isonzo mang 1 vẻ đẹp như ngọc lục bảo vì nước sông có màu xanh lục bảo rất đẹp và thậm chí nó còn được coi như dòng sông duy nhất trên thế giới giữ được màu sắc đặc trưng ấy xuyên suốt chiều dài của mình.
Vẻ đẹp của dòng sông còn tạo nên nguồn cảm hứng cho nhà thơ người Slovenia Simon Gregorčič viết nên bài thơ Soči (To the Soča), một trong những kiệt tác của nền thi ca Slovenia. Ngoài ra khu vực này còn trở thành phim trường của bộ phim Biên niên sử Narnia: Hoàng tử Caspian vào năm 2008.

## Đặc điểm lịch sử
Trong Chiến tranh thế giới thứ nhất, thung lũng sông Isonzo là nơi diễn ra 12 trận đánh lớn giữa Ý và liên quân Đức, Áo-Hung. Ngày 23 tháng 5 năm 1915, Ý tham gia chiến tranh theo phe Entente và bắt đầu mở những cuộc tấn công vào quân đội Áo-Hung. Trong năm 1915, tại đây diễn ra 4 trận đánh. Đến năm 1916, số trận đánh lên đến con số 9. Năm 1917 lại diễn ra 3 trận đánh nữa trong đó nổi tiếng nhất là trận Isonzo lần thứ mười hai, thường được biết đến với tên gọi trận Caporetto. Trong trận này, toàn bộ các tuyến phòng thủ của quân Ý trong thung lũng Isonzo đã hoàn toàn nát vụn trước sức tấn công của Áo-Hung và nhất là các sư đoàn "vũ bão" (stormtrooper) của người Đức. 

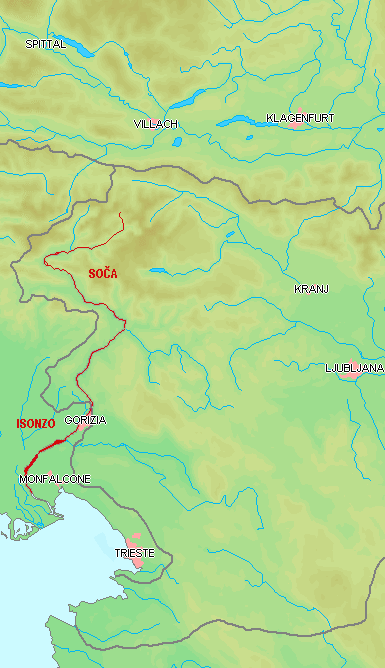
Bản đồ dòng sông chảy trên lãnh thổ Slovenia và Ý

Thất bại này của Ý đã kết thúc các trận đánh dọc thung lũng Isonzo và đẩy phòng tuyến của người Ý về đến tận sông Piave. Tuy nhiên, đến tháng 11 năm 1918, nhờ sự giúp sức của các đồng minh Entente như Pháp, Anh và Mỹ, Ý đã đánh bại hoàn toàn Áo-Hung. Sau chiến tranh, khu vực này được Áo chuyển cho Ý theo hòa ước được ký kết. Đến năm 1947, sau hiệp ước Paris, Ý phải nhượng lại cho Nam Tư phần con sông nằm ở phía bắc Gorizia. Từ năm 1991 đến nay, dòng sông đã trở thành một phần của lãnh thổ Slovenia.